# Carduus chevallieri
Carduus chevallieri là một loài thực vật có hoa trong họ Cúc. Loài này được Barratte ex L.Chevall. mô tả khoa học đầu tiên năm 1900.